# Paz Quiñones Cornejo
María de la Paz Quiñones Cornejo (Ciudad de México, 14 de febrero de 1956) es una política mexicana, miembro del Partido Revolucionario Institucional (PRI) y anteriormente del Partido Acción Nacional (PAN). Ha sido en dos ocasiones diputada federal, de 2009 a 2012 y de 2015 a 2018.

## Biografía
Es licenciada en Administración de Empresas egresada de la Universidad La Salle y cuenta con un diplomado en Comercialización Internacional por el Instituto Mexicano de Comercio Exterior.
Es miembro de las asociaciones civiles Asociación Mexicana de Niños Robados y Desaparecidos y Asociación de los Derechos del Concebido, y a partir de 2011 fue presidenta de las organizaciones vecinales Fortalecimiento Vecinal al Progreso y Fraternidad Comunitaria y Social con México. Como miembro activo del PAN, ocupó los cargos consejera regional en el DF, miembro del comité delegacional en La Magdalena Contreras, así como secretaria de Promoción Política de la Mujer del comité directivo regional en el Distrito Federal.
Fue elegida en 2006 diputada a la IV Legislatura de la Asamblea Legislativa del Distrito Federal, ocupando los cargos de vicepresidenta de la comisión de Salud y Asistencia Social; vicepresidente de la comisión de Turismo; secretaria de la comisión de Cultura; e integrante de la comisión de Desarrollo Rural; y de la comisión de Preservación del Medio Ambiente y Protección Ecológica. Concluyó dicho cargo en 2009.
Al terminar el cargo anterior fue postulada y elegida diputada federal por primera ocasión, en este caso a la LXI Legislatura en representación del Distrito 26 del Distrito Federal. En la Cámara de Diputados fue integrante de las comisiones del Distrito Federal; de Medio Ambiente y Recursos Naturales; de Recursos Hidráulicos; Especial de la Cuenca del Sistema Cutzamala; y, del Centro de Estudios para el Adelanto de las Mujeres y la Equidad de Género.
Estando en este cargo, en 2010, renunció a su militancia en el PAN y como integrante de su bancada, uniéndose al grupo parlamentario del PRI. El 1 de febrero de 2012 se afilió formalmente a este último partido, y de dicho año a 2014 ocupó el cargo de secretaria de Organizaciones Sociales del Organismo Nacional de Mujeres Priístas (ONMPRI). Simultáneamente, de 2013 a 2015 fue directora de Vinculación del Banco del Ahorro Nacional y Servicios Financieros (BANSEFI).
Se separó de dicho cargo para ser nuevamente candidata y resultando elegida por segunda ocasión diputada federal por el mismo distrito 26 del Distrito Federal, esta vez para la LXIII Legislatura de 2015 a 2018. En esta, fue secretaria de las comisiones de la Ciudad de México; del Comité del Centro de Estudios de las Finanzas Públicas; de Comunicaciones; y, de seguimiento a la construcción del nuevo Aeropuerto de Ciudad de México; así como integrante de las comisiones de vigilancia del gasto y deuda pública de estados y municipios; de Presupuesto y Cuenta Pública; y, de Desarrollo Metropolitano. Así mismo, por designación de la Cámara de Diputados, fue integrante de la Asamblea Constituyente de la Ciudad de México en 2016.